# Marina Orlova

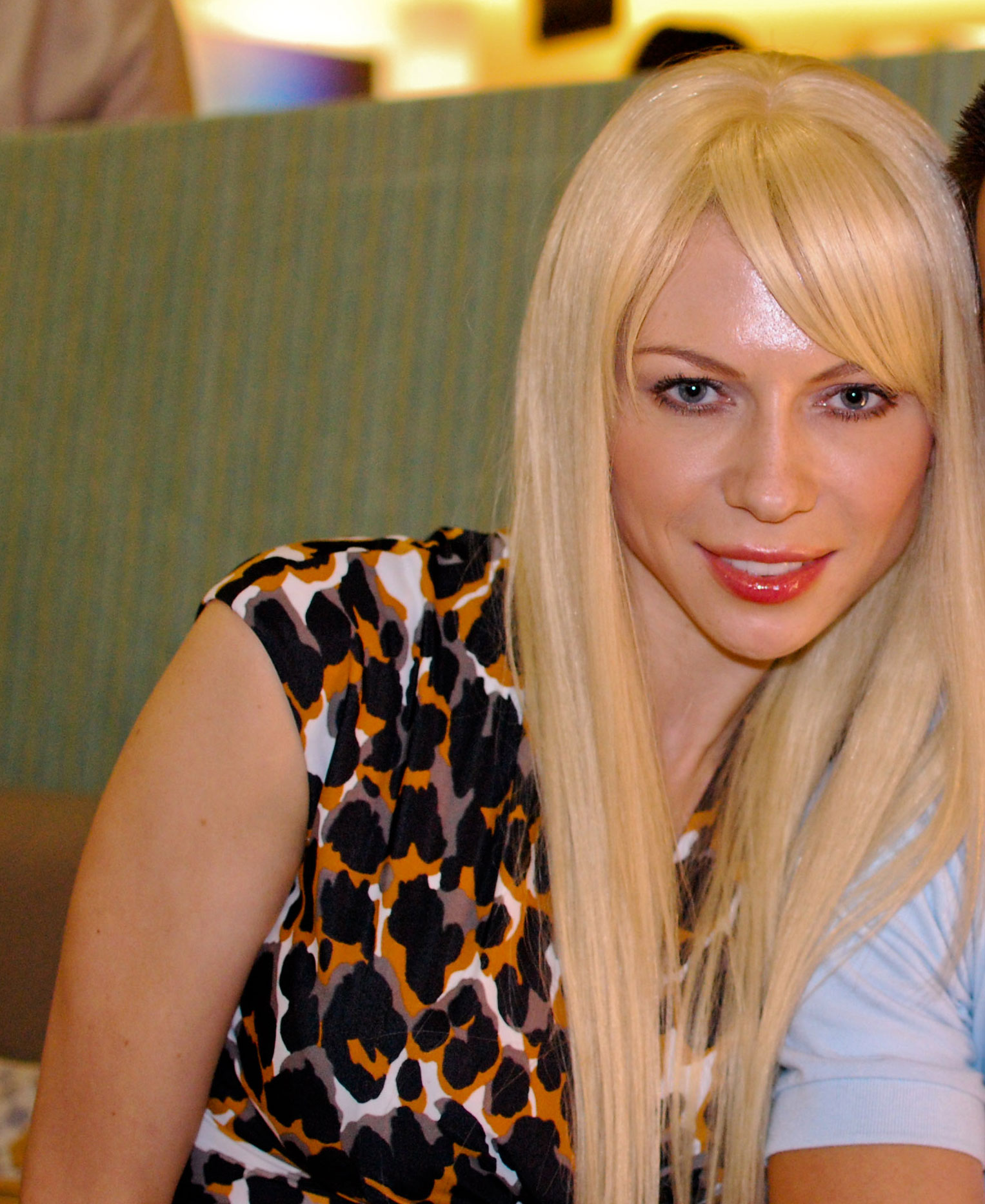
Marina Orlova i januari 2010

Marina Orlova (ryska: Марина Орлова), född 10 december 1980 i Arzamas, är en rysk filolog och författare. Hon är värd för youtube-kanalen HotForWords och en tillhörande webbplats. Hon håller också i en radioshow på Maxim Radio, Sirius Satellite Radio.

## WebbplatsenHot for Words
Temat för webbplatsen och youtube-videorna, som till en början marknadsfördes som "intelligens är sexigt", är att hon undersöker ursprunget till olika engelska ord och uttryck. 